# Schtroumpf bêta
 (août 2022).
Si vous disposez d'ouvrages ou d'articles de référence ou si vous connaissez des sites web de qualité traitant du thème abordé ici, merci de compléter l'article en donnant les références utiles à sa vérifiabilité et en les liant à la section « Notes et références ».
Le Schtroumpf bêta, est un personnage de fiction de la bande dessinée Les Schtroumpfs. Il a été créé par le dessinateur belge Peyo puis son caractère a été ajusté par Thierry Culliford ; son fils, après sa mort.

## Caractéristiques
Selon le Grand Schtroumpf, le Schtroumpf bêta est sympathique mais pas très malin, d'où son nom. Il est au centre d'un gag récurrent présent dans de nombreux albums : un Schtroumpf lui demande de rapporter un objet ou d'effectuer une action, et il rapporte un autre objet ou effectue l'action inverse de ce qu'on lui a demandé. Lorsqu'on lui fait comprendre son erreur, il répond par un "Ah..." désinvolte. Plusieurs schtroumpfs tentent ainsi, souvent en vain, la psychologie inversée avec le Schtroumpf bêta : Dans l'album Les Schtroumpfs et le Cracoucass, le Grand Schtroumpf lui demande de rapporter un boulon, en pensant qu'il rapportera un clou, mais celui-ci lui rapporte un écrou. Dans l'album Le Schtroumpfissime, le Schtroumpfissime lui demande, afin d'obtenir son vote, de voter pour le Schtroumpf à lunettes. Cependant, le Schtroumpf bêta s'est tellement concentré sur cette consigne qu'il vote comme le lui a indiqué le futur Schtroumpfissime.

## Apparitions
Il apparaît pour la première fois dans La Flûte à six schtroumpfs, mais n'est nommé Schtroumpf bêta qu'à partir de l'histoire Les Schtroumpfs et le Cracoucass. Dans Le Centième Schtroumpf, le Grand Schtroumpf se contente de le qualifier de « Schtroumpf pas très malin ». On peut aussi l'apercevoir dans quelques dessins animés de la série Les Schtroumpfs.